# البريد النيوزيلندي
البريد النيوزيلندي أو بريد NZ المختصر من البريد النيوزيلندي (بالماورية: Tukurau Aotearoa)،، هي مؤسسة مملوكة للدولة مسؤولة عن توفير معظم الخدمات البريدية في نيوزيلندا.
إن مكتب البريد النيوزيلندي، هو عبارة عن وكالة حكومية، ولقد قدم خدمات بريدية ومصرفية وخدمات اتصالات في نيوزيلندا حتى عام 1987. ومع ذلك، بحلول عقد الثمانينيات، دفعت الصعوبات الاقتصادية الحكومة إلى إعادة النظر في كيفية تقديم الخدمات البريدية. على سبيل المثال، في عامي 1987 و1988، خسر قسم البريد 50 مليون دولار نيوزيلندي. في عام 1985، أطلقت حكومة حزب العمال برئاسة رئيس الوزراء ديفيد لانج مراجعة، بقيادة الرئيس التنفيذي لشركة السيارات النيوزيلندية روي ماسون ورئيس شركة كيه بي إم جي KPMG نيوزيلندا مايكل موريس، لإيجاد حلول لمشاكل مكتب البريد. في تقريره النهائي، أوصى الفريق بتحويل مكتب بريد نيوزيلندا إلى ثلاث مؤسسات مملوكة للدولة. قررت الحكومة في عام 1986 اتباع توصيات مراجعة ماسون موريس، وأقرت من خلال البرلمان قانون المؤسسات المملوكة للدولة، الذي حوَّل العديد من الوكالات الحكومية إلى مؤسسات مملوكة للدولة. ثم اكتملت عملية تحويل مكتب البريد إلى مؤسسة مساهمة بصدور قانون الخدمات البريدية عام 1987.
أدى هذان القانونان إلى تقسيم مكتب بريد نيوزيلندا إلى ثلاث شركات: شركة الخدمات البريدية "بريد نيوزيلندا المحدود"، وبنك الادخار "بنك مكتب البريد المحدود"، الذي سُمي لاحقًا "بوست بنك"، وشركة الاتصالات "تيليكوم نيوزيلندا المحدودة". واليوم، لا تزال شركة بريد نيوزيلندا مملوكة للدولة فقط، بعد خصخصة "بوست بنك" و"تيليكوم" في عامي 1989 و1990 على التوالي.
في عامها الأول من التشغيل، حولت هيئة البريد النيوزيلندية خسائر الأعوام السابقة إلى ربح قدره 72 مليون دولار نيوزيلندي.

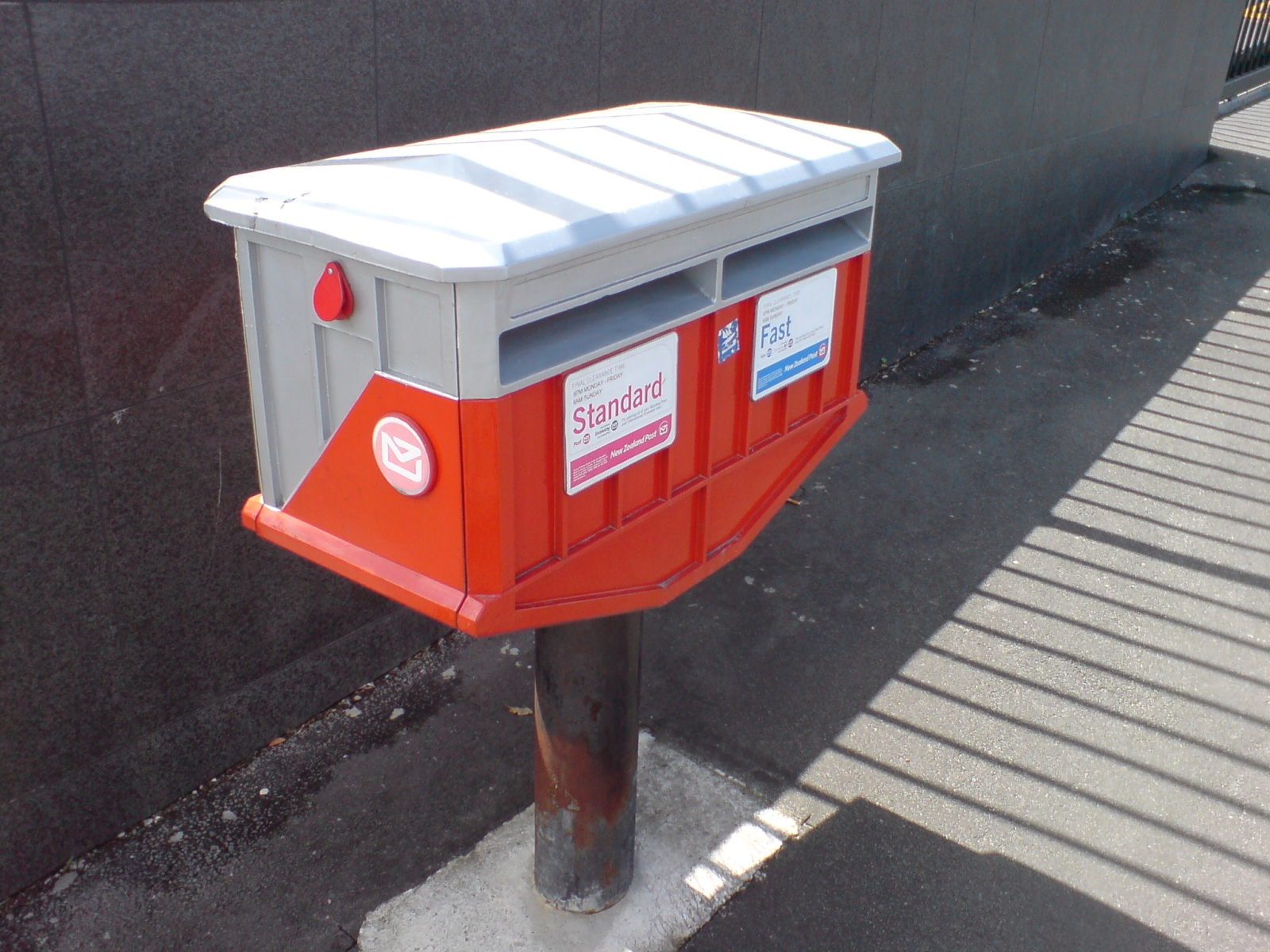
صندوق بريد نيوزيلندي بهِ فتحتين لفئتين من البريد

بعد عام من صدور قانون البريد لعام 1987، أعلنت حكومة لانج عن خطتها لخصخصة البريد بالكامل. وللتحضير للخصخصة، قررت الحكومة تقليص احتكار بريد نيوزيلندا تدريجيًا. عندما تم تحويله إلى شركة عام 1987، كان بريد نيوزيلندا يحتكر البريد حتى وزن 500 غرام وقيمة 1.75 دولار نيوزيلندي. خُفِّض هذا الاحتكار في البداية إلى 1.35 دولار، ثم دولار واحد، وأخيرًا 80 سنتًا. كما سمحت الحكومة لبريد نيوزيلندا بتقليص حجمه بإغلاق ثلث مواقعه. في عامي 1991 و1992، صدرت مراجعة أخرى لدعم خطة الحكومة للخصخصة. ومع ذلك، بحلول نهاية عام 1993، تخلت الحكومة عن خطتها بسبب المعارضة الشعبية.
بدأ بريد نيوزيلندا مسيرته بـ 1244 مكتب بريد، أُعيدت تسميتهُ لاحقًا بـ "متاجر البريد"، منها 906 مكاتب بريدية كاملة الخدمات و338 محلات وكالة بريدية. في 5 فبراير 1988، تم تقليص أو إغلاق 581 مكتب بريد أو فرعًا مصرفيًا.
انخفض السعر "الحقيقي" لخدمات البريد، مع انخفاض اسمي في سعر البريد القياسي للرسائل من 45 سنتًا إلى 40 سنتًا في عام 1996، ثم عاد إلى سعر 45 سنتًا في عام 2004. ومنذ ذلك الحين، ارتفعت التكلفة إلى 50 سنتًا في عام 2007، ثم إلى 60 سنتًا في عام 2010، ثم إلى 70 سنتًا في عام 2012، ثم إلى 80 سنتًا في عام 2014، ثم إلى دولار واحد في عام 2016، ثم إلى 1.20 دولار في عام 2018، ثم إلى 1.30 دولار في عام 2019، ثم إلى 1.40 دولار في عام 2020، ثم إلى 1.50 دولار في عام 2021، ثم إلى 1.70 دولار في عام 2022، ثم إلى دولارين في عام 2023، ثم إلى 2.30 دولار في عام 2024، وسط انخفاضات كبيرة في أحجام البريد.

## القوانين والأنظمة
خفّض قانون الخدمات البريدية الصادر عن حكومة لانج عام 1987 احتكار البريد النيوزيلندي إلى حد 1.75 دولار و500 غرام. ثم خُفّض تدريجيًا إلى 80 سنتًا في ديسمبر 1991 حتى دخل تشريع عام 1998 حيّز التنفيذ.

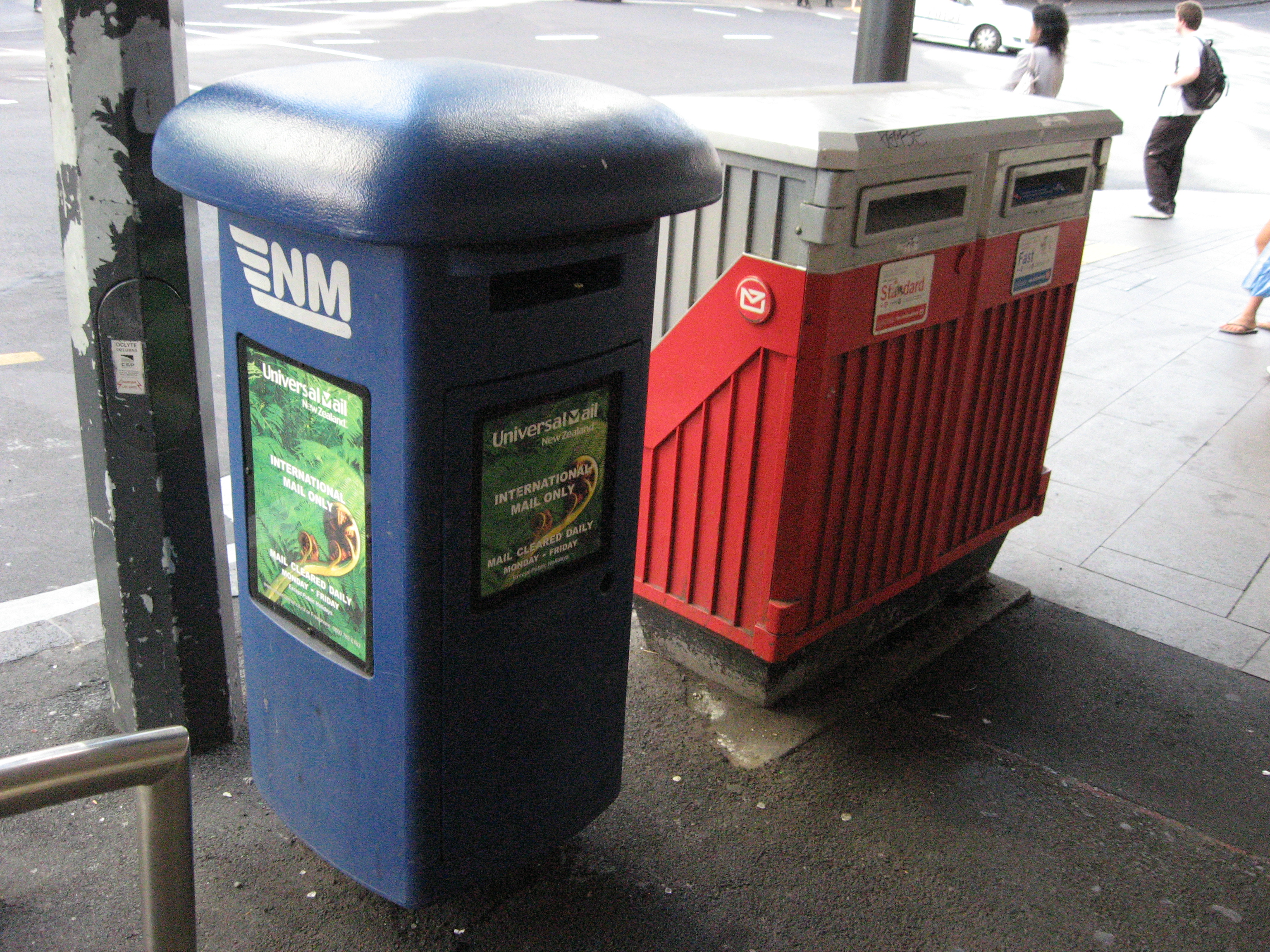

ألغى قانون الخدمات البريدية لعام 1998، الذي أقرته حكومة ائتلافية بين الحزب الوطني ونيوزيلندا أولاً، قانون عام 1987. وينص القانون الجديد على أن يصبح أي شخص مشغلاً بريدياً مسجلاً من خلال التقدم بطلب إلى وزارة التنمية الاقتصادية (التي تُعرف الآن باسم وزارة الأعمال والابتكار والتوظيف). ويُعدّ التسجيل كمشغل بريدي إلزامياً للرسائل التي تقل قيمتها البريدية عن 80 سنتاً. ورغم صدور القانون، لا تزال اللوائح الحكومية للشركة تُلزمها بالحفاظ على مستويات خدمة دنيا مُحددة، مثل وتيرة التسليم.
انتهى الحق الحصري لبريد نيوزيلندا في أن يكون "المشغل الوحيد" بموجب القانون لأغراض الاتحاد البريدي العالمي (UPU) في 1 أبريل 2003. ولأغراض عملية، كان هذا يعني نظريًا أن أي مشغل بريد آخر يمكنه إصدار طوابع بريدية تحمل اسم "نيوزيلندا" فقط، وهو عضو في الاتحاد البريدي العالمي. وفي الوقت نفسه تقريبًا، اعتمد بريد نيوزيلندا علامة تعريف على شكل سرخس على طوابعه البريدية، لاستخدامها في معظم إصداراته المستقبلية. اعتبارًا من عام 2024، أصبح بريد نيوزيلندا واحدًا من ثلاثة مزودي خدمات توصيل البريد في نيوزيلندا يصدرون الطوابع، والشركتان الأخريان هما منافسه البريدي الرئيسي بريد DX وشركة Whitestone Post الأصغر حجمًا بكثير.
منذ عام 1998، أصبح بريد نيوزيلندا مُلزمًا قانونًا بتسليم البريد ستة أيام في الأسبوع. ومع ذلك، في عام 2013، وضعت الشركة خطةً لتقليص هذا العدد إلى ثلاثة أيام، في أعقاب انخفاض حجم البريد. ولقد أيد رئيس الوزراء جون كي هذه الفكرة، قائلاً إن الناس "يفهمون حقًا أن العالم يتغير".
تلتزم هيئة البريد النيوزيلندي قانونًا بالحفاظ على مستوى خدمة معين بموجب عقد تفاهم وقعته مع حكومة نيوزيلندا عقب تحويل البريد إلى شركة مساهمة عامة عام 1987. ووفقًا للاتفاقية، التي عُدِّلت آخر مرة عام 2013، يتعين على هيئة البريد النيوزيلندي تشغيل ما لا يقل عن 880 نقطة خدمة حيث تتوفر الخدمات البريدية الأساسية، وضمن هذه الشبكة 240 نقطة مما يسمى "نقاط خدمة المساعدة الشخصية"، حيث تتوفر خدمات بريدية إضافية، مثل الخدمات ذات الأولوية أو الطرود. واعتبارًا من 30 يونيو 2016، احتفظت هيئة البريد النيوزيلندي بـ 987 نقطة خدمة، منها 511 نقطة خدمة مساعدة شخصية. وفي المجمل، قامت الهيئة بتشغيل 882 موقعًا للبيع بالتجزئة في منتصف عام 2016. يختلف معيار خدمات توصيل الطرود بالتوقيع أو بدونه، حيث يترك العملاء أحيانًا بطاقة صندوق بريد تطلب منهم استلام الطرود من أقرب مستودع بريد نيوزيلندي أو إذا كشف تغير بسيط في العنوان أو تلف في العنوان، يرجع الطرد دائمًا إلى المرسل، وعادةً الارجاع يكون دون بذل أي جهد في الاتصال بالهاتف أو البريد الإلكتروني أو البحث عن المستلم في الدليل، بينما يتم إعطاء الأولوية لمزيد من الجهد في تسليم الرسائل التي تحمل عنوانًا خاطئًا.

## العمليات

### خدمات البريد والتوصيل
في عام 1989، أسست هيئة البريد النيوزيلندي شركة "كوريير بوست"، وهي شركة توصيل وطنية صُممت لحماية أعمالها في مجال الطرود من المنافسة الخاصة. وفي عام 1991، اشترت الشركة شركة "سبيدلينك بارسلز"، التي كانت تُديرها سابقًا هيئة السكك الحديدية النيوزيلندية عند بيعها خلال فترة الخصخصة. وبحلول عام 1998، أصبحت "كوريير بوست" الشركة الرائدة في سوق التوصيل السريع.

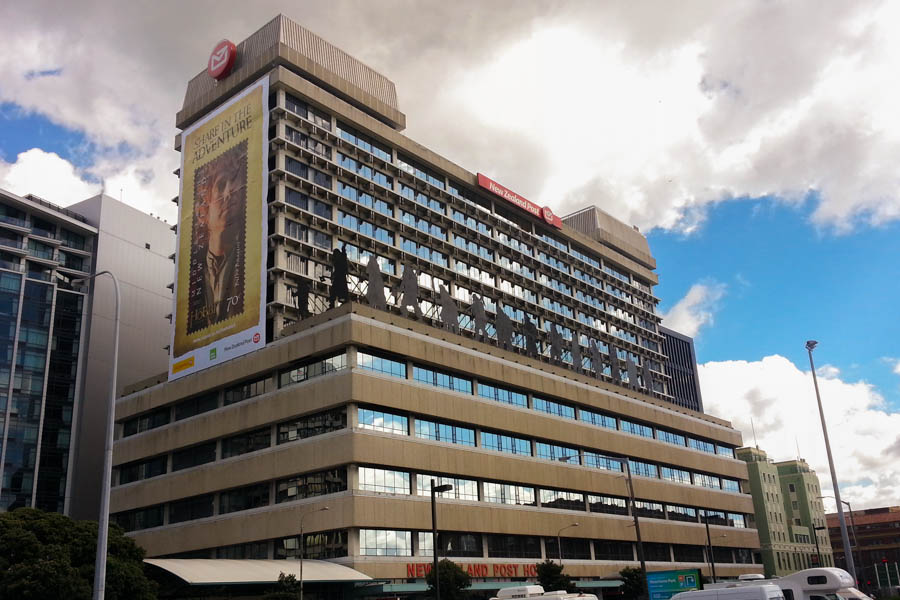
مبنى هيئة البريد النيوزيلندي

في عام 1999، أطلقت هيئة بريد نيوزيلندا عملية مشتركة مناصفةً مع شركة بلو ستار. جمعت العلامة التجارية الجديدة - "كتب وأكثر" - عمليات المكتبات مع خدمات "بوست شوب" التقليدية. بعد الاستحواذ على كامل أسهم الشركة عام 2004 (في تلك المرحلة، كانت نسبة الـ ٥٠٪ المتبقية مملوكة لشركة دبليو إتش سميث، مالكة مكتبات ويتكولز)، بيعت الشركة بالكامل إلى شركة بيبر بلس عام 2005، وبحلول عام 2006، أُعيدت تسمية الشركة باسم "تيك نوت".

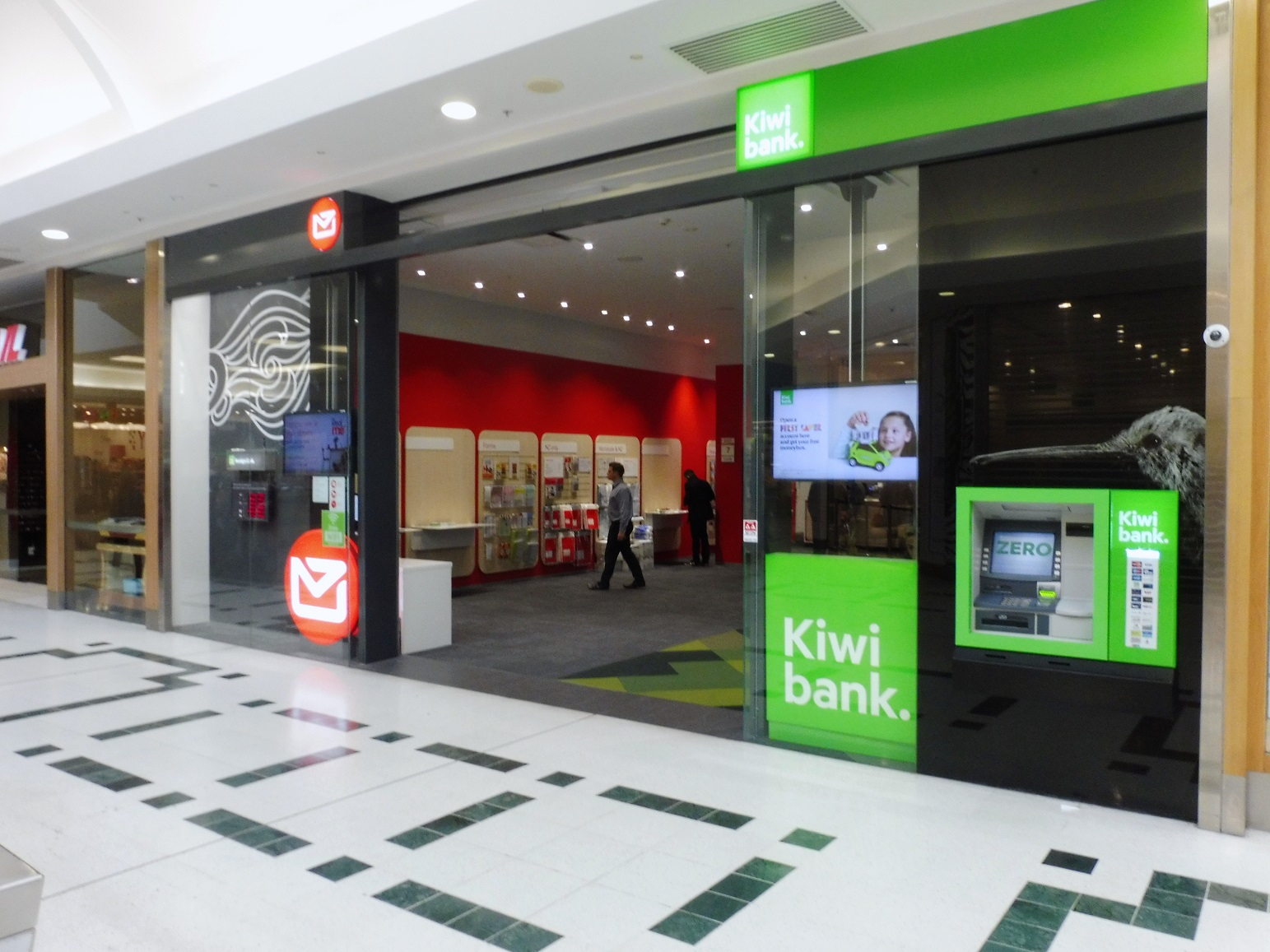
بريد نيوزيلندا وكيوي بنك في مركز التسوق بالمز في شيرلي، كرايستشيرش

في عام 2002، افتتحت هيئة البريد النيوزيلندي، في إطار سياسة الحكومة، مصرف كيوي بنك المحدود في معظم فروعها في متجري "بوست شوب" و"بوكس آند مور" (المعروفة الآن باسم "تيك نوت"). شركة كيوي بنك مملوكة بالكامل لهيئة البريد النيوزيلندي من خلال شركات تابعة لها.
في عام 2002، استحوذت هيئة البريد النيوزيلندي على مجموعة ECN، وهي الآن الذراع الاستثماري لهيئة البريد النيوزيلندي. تهدف هذهِ المجموعة إلى تطوير وتسويق تقنيات وخدمات قد تحل محل خدمات البريد النيوزيلندي التقليدية أو تُحسّنها. تُركز مجموعة ECN على خدمات التراسل بين الشركات (B2B)، وإدارة عمليات الأعمال، وتكامل الأنظمة، ولها حضور في نيوزيلندا وأستراليا وآسيا.
وكانت هيئة البريد النيوزيلندية تمتلك أيضًا 35% من شركة تكنولوجيا المعلومات (Datacom مجموعة داتاكوم) حتى ديسمبر 2012.
كما أدارت هيئة البريد النيوزيلندي مركز التسجيل الانتخابي كوحدة أعمال بموجب عقد مع وزارة العدل. وتمثلت مهمته في تجميع وصيانة جميع السجلات الانتخابية للانتخابات البرلمانية والمحلية.
في 6 يوليو 2010، سجلت هيئة البريد النيوزيلندية حصة 100% في شركة Localist Limited، وهي دليل محلي وموقع تواصل اجتماعي يركز في البداية على منطقة أوكلاند. تم بيع هذه الحصة في عام 2014 في عملية شراء إدارية بقيادة الرئيس التنفيذي آنذاك، كريستين دوميك.
إحدى الطرق التي تسعى بها هيئة البريد النيوزيلندي لتعويض خسائر الإيرادات الناتجة عن انخفاض عدد مُرسِلي الرسائل هي الشراكة مع شركات أخرى. أعلنت الهيئة في 3 أبريل 2017 أنها ستتعاون مع سلسلة مطاعم الوجبات السريعة "كي إف سي" (KFC) لتوصيل وجبات "كي إف سي" إلى العملاء من خلال سائقي البريد. ستُطبَّق هذه الشراكة تجريبيًا في مدينة تاورانجا الشمالية، ثم تُوسَّع لتشمل المزيد من المواقع في جميع أنحاء نيوزيلندا.
في 24 يونيو 2021، أعلنت هيئة البريد النيوزيلندي عن شعار جديد وإعادة تصميم لهويتها التجارية لتوحيد علاماتها التجارية: NZ Post وPace وCourierPost في علامة تجارية واحدة، وذلك بهدف تقليل الالتباس بين العملاء. تبلغ تكلفة عملية إعادة التصميم هذهِ حوالي 15 مليون دولار نيوزيلندي، وستستمر لمدة ثلاث سنوات، مع التركيز على إعادة طلاء شاحنات البريد. كما تنفق الشركة 170 مليون دولار لإنشاء مراكز معالجة جديدة في أوكلاند وويلينغتون وكرايستشيرش.
في أواخر يونيو 2023، أعلن الرئيس التنفيذي لهيئة البريد النيوزيلندي، ديفيد والش، عن خطط لتسريح 750 موظفًا على مدار السنوات الخمس المقبلة بسبب انخفاض حجم البريد. وقد انخفض إجمالي حجم البريد السنوي من أكثر من مليار رسالة وطرد بريدي في عام 2003 إلى حوالي 220 مليون قطعة بريد في عام 2023. وفي أواخر مارس 2024، أكدت هيئة البريد النيوزيلندي أنها ستمضي قدمًا في خططها لتسريح 750 موظفًا على مدار السنوات الخمس المقبلة بسبب انخفاض حجم البريد.
في أوائل أبريل 2024، أكدت هيئة البريد النيوزيلندية أنها ستتوقف عن توصيل الصحف والطرود إلى العناوين الريفية يوم السبت اعتبارًا من 29 يونيو 2024، باستثناء 17 رحلة توصيل ريفية ستتخلص منها تدريجيًا بحلول يونيو 2025.
في أوائل نوفمبر 2024، اقترحت وزارة الأعمال والاشغال والتوظيف (MBIE) خمسة تغييرات على خدمات بريد نيوزيلندا، بما في ذلك تقليل وتيرة تسليم البريد في المناطق الحضرية والريفية؛ وتقليص عدد منافذ البريد تدريجيًا من 880 إلى 400؛ وإنشاء صناديق بريدية مجمعة ومجتمعية للعناوين الجديدة؛ وتحويل نقاط التسليم الحالية إلى نقاط تسليم مجتمعية بمعدل 5% سنويًا؛ وتقليص فترة المراجعة من خمس إلى ثلاث سنوات. وأعرب جون ماينارد، رئيس نقابة عمال البريد، عن قلقه إزاء اقتراح بريد نيوزيلندا بوقف تسليم البريد إلى صناديق بريد فردية.

## شركات أخرى
تشمل الشركات الأخرى العاملة في سوق البريد النيوزيلندي ما يلي:
- بريد دي إكس
- بريد بيت[28]
- بريد نيوزيلندا[29]
- بريد وايتستون[30]

## روابط خارجية
- NZ Post
- Postal Policy at the Ministry of Business, Innovation and Employment
- Kiwibank Limited
- NZ Post Collectables